# بني عبد الله (العدين)
بني عبد الله عزلة  بمديرية العدين إحدى مديريات محافظة إب في الجمهورية اليمنية.، بلغ تعداد سكانها ٦٧٨٦ حسب تعداد اليمن لعام 2004. 
وتعتبر بني عبدلله احدى المناطق المهمة في المنطقة 
ونقطة وصل بين وصاب والعدين  
وقد كانت تشغل ولا زالت تشغل موقع مهم في المنطقة من حيث المساحة اذ تعد ثاني اكبر عزلة بالمديرية بعد عزلة السارة
وقد حكمت بني عبدلله في عهد الشيخ دبوان حاجب العبدلي من العدين الى وصاب في احدى الفترات  السابقة